# Hautefeuille
Hautefeuille település Franciaországban, Seine-et-Marne megyében. Lakosainak száma 254 fő (2022. január 1.). Hautefeuille Pézarches, La Celle-sur-Morin, Faremoutiers, Guérard, Lumigny-Nesles-Ormeaux és Mortcerf községekkel határos.

## Népesség
A település népességének változása:
| Lakosok száma | 324  | 280  | 260  | 255  | 256  | 253  | 253  | 254  | 254  |
|               | 2013 | 2015 | 2016 | 2017 | 2018 | 2019 | 2020 | 2021 | 2022 |